# Танхајм (Виртемберг)
Танхајм (њем. Tannheim) општина је у њемачкој савезној држави Баден-Виртемберг. Једно је од 45 општинских средишта округа Биберах. Према процјени из 2010. у општини је живјело 2.315 становника. Посједује регионалну шифру (AGS) 8426117.

## Географски и демографски подаци
Танхајм се налази у савезној држави Баден-Виртемберг у округу Биберах. Општина се налази на надморској висини од 585 метара. Површина општине износи 27,7 km². У самом мјесту је, према процјени из 2010. године, живјело 2.315 становника. Просјечна густина становништва износи 84 становника/km².